# Битка ланаца
Битка Саласила (арапски: معركة ذات السلاسل‎ Дахат ал Саласил) или Битка ланаца била је прва битка која се водила између Рашидунског калифата и Сасанидског Персијског царства. Битка се одиграла на подручју данашњег Кувајта (Казима) убрзо након ратова Рида а источна Арабија била је уједињена под влашћу калифа Ебу Бекра. То је такође била и прва битка Рашидунског калифата у којој је исламска војска покушала да прошири своје границе. 

## Позадина
Мутана ибн Харита Шајбани био је вођа племена у североисточној Арабији, настањен у близини персијске границе. Након ратова Апостазе, Мутана је ударио на персијске градове у Месопотамији. Напади су били успешни, са значајнијим пленом отетим из градова. Мутана ибн Харита је након тога отишао у Медину како би информисао калифа Абу Бакара о својим успесима, и Абу Бакар га је именовао за заповедника својих људи, након овога он је отпочео са дубљим упадима у Месопотамију. Користећи покретљивост своје лаке коњице лако је могао напасти било који град у близини пустиње након чега је лако могао да се распрши са својом војском на све стране и поново нестане у пустињи, остављајући иза себе сасанидску војску у немоћности да га прогони. Мутанини подухвати створили су код Абу Бакара одлучност да покори Месопотамију и да је преотме од Сасанида. Да би осигурао победу, Абу Бакар се одлучио на две мере: прва је била да ће се војска сатојати од добровољаца, а друга да ће њом заповедати његов најбољи генерал Халид ибн Валид. Након што је победио самопроглашеног Мусалима у бици код Јамаме, Халид се и даље налазио на подручју Јамаме када је Абу Бакар послао наређење да нападне Сасанидско Персијско царство. Учинивши Ал-Хиру (подручје у Месопотамији) циљем Халидове мисије, Абу Бакар је послао појачања и наређење племенским вођама североисточне Арабије међу којим су били: Мутани ибн Харити, Мажур ибн Ади, Хармали и Сулам да дејствују под командом Халида. Негде приплижно треће недеље марта, 633. године или (Мухарама,12-е године Хиџре) Халид се покренуо из Јамаме са војском од 10.000 људи. Али пре него што је то урадио написао је пимо Хормузду, иначе персиском управнику пограничне области Дат Меисана, следеће:
| „ | “ Почините се исламу и бићете поштеђени . Или се сагалсаите са плаћањем Џизре, и ви и ваши људи онда ћете бити под нашом заштитом, иначе ће те моћи само себе да кривите за могуће последице, јер ја доводим људе који чезну за смрћу исто онако као ви чезнете за својим животом.” | ” |

Племенске вође са својим ратиницима (од којих је сваки водио са собом по 2 000, људи) придружили су се Халиду у његовом задатку. Халид је ступио на територију Персијског царства са снагама које су бројале 18,000 људи. Персијски заповедник је обавестио свога цара о претњи из Арабије и прикупио војску за битку, сачињену од великог броја Арапских хришћанских помоћних трупа.

## Халидова стратегија
Сасанидска војаска је била једна од најмоћнијих и најбоље опремљених војски оног времена, и била је идеална сила за добро припремљен директни напад. Једини недостатак персијске војске био је у недовољној покретљивости, тешко опремљени Персијанци нису могли да се брзо крећу, и свако продужено кретање (марширање) их је изнуривало. С друге стране, Халидове снаге биле су покретљивије, биле су на камилама и коњима спремним за коњички напад. Халидова стратегија била је да ослањајући се на своју покретљивост искористи недостаке у покретљивости персијске војске. Планирао је да примора Персијанце на марширање и контр-марширање (марширање поново назад), док их не измори, и онда нападне кад сви Персијанци буду били исцрпљени. Геофарфија је помогла Халиду да успешно спроведе своју испланирану замисао . Постојала су два пута до Убале, преко Кзима, или преко Хуфеира, па је Халид написао писмо персијском вођи Хормузду из Јамаме каоко би ового натерао да очекје његов долазак из правца пута који се пружао директно из Јамаме до Казима, а одатле до Убале.

## Битка
Очекујући да ће Халид ибин Валид доћи из Казима, Хормузд је марширао од Убале до Казима. Код Казима није било ни трага ни гласа од муслиманских снага. Ускор је добијена информација од извиђача о кретању Халида ибн Валида право према Хуфеиру. Како је Хуфеир био на само 21 километар од Убале, ово је угрозило Хормуздову базу. Убала која је била важна лука Сасанидског царства, била је мештена у близини данашње Басре. Хормузд је одмах наредио покрет ка Хуфеиру, на даљину од 50 km одатле. Халид је чекао код Хуфеира док га његови извиђачи нису обавестили о Хормуздовом ужурбаном приближавању. Пролазећи кроз пустињу, Халид је марширао према Казиму. Будући да Хормузд није могао да препусти пут ка Казиму у муслиманске руке, тешко наоружана Сасанидска војска понов је кренула ка Казиму. Персијанци су стигли у Казим у стању исцрпљености.
Хормузд је одмах разместио војску за битку у уобичајну формацију која се састојала од центра и два крила. Генерали кој су заповедали крилим његове војске звали су Кубаз Аношаган. Људи су се привезали лацима заједно једни за друге, као знак непријатељу да су радије спремини да умру него да побегну са бојишта, у случају могућег пораза. Ово је ублажило опасност од пробоја непријатељске коњице, јер је са људима међусобно повезаним челиним ланцима створена ситуација да групама непријатељских коњаника није било лако да оборе неколико војника и створе рупу у редовима кроз коју ће продрети. Пошто је сасанидска војска била организована и увежбана за унапред уговорене битке(где свака страна бира време и место), ова тактика ју је онемогућила да стане као стена наспрам непријатељског напада. Али ланци су иимали један велики недостатак: у случају пораза војници били у немогућности да се повуку, јер су у том случају ланци претварали у окове који су их везивали. Употреба ланаца заслужна је за овакав назив битке.Хормозд је разместио своју војску одмах испред западне ивице Казима, покривајући град са својих позиција. Халид је распоредио војску са пустињом у својој залеђини, како би се ка њој повукли у случају свог пораза. Пре почетка битке, Хормуз је позвао Халида ибн Валида на двобој. Халид је прихватио изазов и у двобоју убио Хормузда. За случај свог могућег пораза, Хормузд је поставио своје најбоље ратнике испред главне линије својих трупа како би у случају његовог пада убили Халида, и они су успели да се пробију до Халида ибн Валида, али су били заустављени и убијени уз помоћ једног од његових генерала, по имену Кака ибн Амр. Смрт Хормуза дала је психолошку предност муслиманима, а Халид ибн Валид наредио је општи напад како би ту шансу искористио.
Исцрпљена персијска војска није била у стању да дуго одолева напду и муслимани су се успешно пробили кроз персијске борбене редове на много места. Осетивши пораз, персијски генерали који су комадовали крилима војске, Кубаз и Аншаган, наредили су повлачење, које је довело и до општег повлачења војске. Већина Персијанаца који нису били ланцима повезани успели су да побегну, али они који су били везани ланцима нису успевли да се брзо крећу, и на хиљаде њих било је убијено од стране непријатеља. 

## Последице
После битке ланаца, Халид је поразио персијске војске у још три битке и заузео свој прави циљ: град Ал-Хиру. Прво муслиманско освајање Ирака завршено је за четири месеца. Ебу Бекр није послао Халида дубље у сасанидску територију, јер су Сасаниди позвали појачања која су се лако могла преусмерити на исцрпљене муслиманске војске ипоразити их, Халид је тада добио наређење да се искористи победа и наметне власт персијском становништву у Хири. Након девет месеци од овог догађаја Абу Бекир га је послао да командује муслиманским освајањем Сирије која се налазил под влашћу Византијског царства.